# Jangaon (Distrikt)
Der Distrikt Jangaon (Telugu జనగామ జిల్లా, Urdu جنگاؤں ضلع) ist ein Verwaltungsdistrikt im südindischen Bundesstaat Telangana. Verwaltungssitz ist die Stadt Jangaon.

## Geographie
Der Distrikt liegt auf der Hochebene des Dekkan, etwa 20 bis 30 ostnordöstlich der Stadt Hyderabad. Die angrenzenden Distrikte sind Siddipet im Norden, Hanumakonda, Warangal und Mahabubabad im Osten, Suryapet im Süden, sowie Yadadri Bhuvanagiri im Westen und Südwesten.

## Geschichte
Im Jahr 1726 erlangte Asaf Jah I. die Herrschaft über das Gebiet und begründete die gleichnamige Dynastie, die hier bis zur Eingliederung des Staats Hyderabad in das unabhängig gewordene Indien im Jahr 1948 herrschte. Ab 1956 gehörte Jangaon zum Bundesstaat Andhra Pradesh. 2014 wurde es Teil des neu gebildeten Bundesstaats Telangana. Der Distrikt Jangaon entstand als einer von 21 neu eingerichteten Distrikten bei der administrativen Neueinteilung Telanganas am 11. Oktober 2016. Zuvor war das Gebiet Jangaons Teil der Distrikte Warangal und Nalgonda.

## Demografie
Bei der Volkszählung 2011 hatte der spätere Distrikt 566.376 Einwohner. Die Bevölkerungsdichte lag mit 259 Einwohnern pro km² unter dem Durchschnitt Telanganas (312 Einwohner/km²). Das Geschlechterverhältnis war mit 283.648 Männern auf 282.728 Frauen ausgeglichen. Die Alphabetisierungsrate lag mit 61,44 % (Männer 71,21 %, Frauen 51,69 %) unter dem Durchschnitt Telanganas (66,54 %) und Indiens (74,04 %). 21,15 % der Bevölkerung gehörten zu den Scheduled Castes und 11,06 % zu den Scheduled Tribes.

## Wirtschaft
Der Distrikt ist ländlich geprägt und die Landwirtschaft bildet die wirtschaftliche Basis. Angebaut werden (2020/21, z. T. mit mehr als einer Ernte pro Jahr) Reis (77.109 acres), Mais (19.690 acres), Straucherbsen (red gram, 16.548 acres), Mungbohnen (green gram, 3275 acres), Baumwolle (163.854 acres), Erdnüsse (615 acres) sowie verschiedene Gemüse und andere Feldfrüchte (15.171 acres).

## Besonderheiten
Im Distrikt liegen die Tempelhöhle von Palakurthi, der Geburtsort des bedeutenden Telugu- und Sanskrit-Gelehrten und Dichters Bammera Pothana und der Sri Ramachandra Swamy Devasthanam, ein bekannter Rama-Tempel.